# Mistrovství České republiky v orientačním běhu na dlouhé trati
Mistrovství České republiky v orientačním běhu na dlouhé trati bylo pořádáno každoročně od roku 1993 do roku 2010 a navazovalo na předcházející Mistrovství Československa. Zrušení tohoto mistrovství bylo z důvodu nízké účasti startujících a také nahrazení této disciplíny jinými.
Kromě hlavní ženské a mužské kategorie byly mistrovskými kategoriemi také junioři/rky a starší dorostenci/ky. Součástí závodu byla také Veteraniáda ČR a veřejný závod.
Tratě byly stavěny na časy vítězů v mistrovských kategoriích na 160% až 200% směrných časů tratí na klasické trati.

## Přehled závodů MČR na dlouhé trati
| Mistrovství České republiky | Mistrovství České republiky | Mistrovství České republiky     | Mistrovství České republiky | Mistrovství České republiky                     | Mistrovství České republiky | Mistrovství České republiky | Mistrovství České republiky                             | Mistrovství České republiky | Mistrovství České republiky | Mistrovství České republiky          |
| Ročník                      | Datum závodu                | Pořadatel                       | Místo konání                | Název mapy                                      | Ředitel                     | Hlavní rozhodčí             | Stavitelé tratí                                         | Web závodu                  | DB ORIS                     | Poznámka                             |
| --------------------------- | --------------------------- | ------------------------------- | --------------------------- | ----------------------------------------------- | --------------------------- | --------------------------- | ------------------------------------------------------- | --------------------------- | --------------------------- | ------------------------------------ |
| MČR 1993                    | 1. 5. 1993                  | OK Slavia Hradec Králové        | Vysoké Chvojno              | Kindlovka                                       |                             |                             | manželé Mádlovi                                         |                             |                             |                                      |
| MČR 1994                    | 30. 4. 1994                 | OK Doksy                        | Doksy                       | Mariánská cesta                                 |                             |                             | Tom Novák                                               |                             |                             |                                      |
| MČR 1995                    | 22. 4. 1995                 | KOB Směr Kroměříž               | Holešov - Žopy              | Lysina + Přílepy                                |                             |                             | Boris Dvorský                                           |                             |                             |                                      |
| MČR 1996                    | 27. 4. 1996                 | VŠTJ Ekonom Praha               | Seletice                    | Štaflík + Špagetka                              |                             |                             | Miroslav Seidl                                          |                             |                             |                                      |
| MČR 1997                    | 1. 5. 1997                  | OK Slavia Hradec Králové        | Běleč nad Orlicí            | Bělečský mlýn                                   |                             |                             | Michal Jedlička                                         |                             |                             |                                      |
| MČR 1998                    | 25. 4. 1998                 | Oddíl OB Kotlářka               | Vojetín                     | Myší díra, Nová Starost, Vranovský les, Vojetín |                             |                             | Zdenko Procházka                                        |                             |                             |                                      |
| MČR 1999                    | 1. 5. 1999                  | OOB SK Chrast                   | Svratouch                   | Zkamenělý zámek                                 |                             |                             | Josef Vítek                                             |                             |                             |                                      |
| MČR 2000                    | 29. 4. 2000                 | KOS TJ Tesla Brno               | Brumov u Lysic              | Sýkoř 701                                       |                             |                             | Radovan Čech                                            |                             |                             |                                      |
| MČR 2001                    | 28. 4. 2001                 | OK Jihlava                      | Antonínův Důl               | Jezevčí díry                                    | Miroslav Dokulil            | Marek Prášil                | Milan Venhoda                                           |                             |                             |                                      |
| MČR 2002                    | 27. 4. 2002                 | OOB TJ Tatran Jablonec n. N.    | Bedřichov                   | Maliník                                         |                             |                             | Zdeněk Zuzánek                                          |                             |                             |                                      |
| MČR 2003                    | 12. 4. 2003                 | SKOB Zlín                       | Bzenec - střelnice          | Duny                                            |                             |                             |                                                         |                             |                             |                                      |
| MČR 2004                    | 17. 4. 2004                 | KOB Konice                      | Benešov                     | V Jeřábech                                      | Miroslav Hlava              | Petr Hynek                  | Ladislav Grepl, Josef Procházka, Petr Hynek, David Aleš |                             |                             |                                      |
| MČR 2005                    | 16. 4. 2005                 | VSK Mendelu Brno                | Brno-Bystrc                 | Veveří                                          |                             |                             |                                                         |                             |                             |                                      |
| MČR 2006                    |                             |                                 |                             |                                                 |                             |                             |                                                         |                             |                             | neproběhlo (vysoká sněhová pokrývka) |
| MČR 2007                    | 14. 4. 2007                 | VSK ČVUT Fakulta Stavební Praha | Dolní Hbity - Jelence       | Kolotoč                                         |                             |                             |                                                         |                             |                             |                                      |
| MČR 2008                    | 19. 4. 2008                 | SK Žabovřesky Brno              | Jedovnice                   | Proklest                                        | Václav Štěpánský            | Jiří Urválek                | Libor Zřídkaveselý                                      |                             |                             |                                      |
| MČR 2009                    | 25. 4. 2009                 | OOB SK Chrast                   | Svratka                     | Řasnička západ                                  | Jaroslav Matras             | Tomáš Matras                | Josef Vítek                                             | www                         |                             |                                      |
| MČR 2010                    | 17. 4. 2010                 | USK Praha                       | Mníšek pod Brdy - Skalka    | Hvíždinec                                       | Petr Bořánek                | Aleš Richtr                 | Tomáš Zakouřil                                          |                             |                             |                                      |

## Přehled medailistů MČR na dlouhé trati
|          |                                         | Muži               | Muži               | Muži              | Ženy              | Ženy              | Ženy               |
| Rok      | Pořadatel, místo                        | Zlatá medaile      | Stříbrná medaile   | Bronzová medaile  | Zlatá medaile     | Stříbrná medaile  | Bronzová medaile   |
| -------- | --------------------------------------- | ------------------ | ------------------ | ----------------- | ----------------- | ----------------- | ------------------ |
| MČR 1993 | Slavia Hradec Králové, Vysoké Chvojno   | Libor Zřídkaveselý | Zdeněk Zuzánek     | Martin Sadílek    | Jana Cieslarová   | Marcela Kubatková | Kristýna Šimůnková |
| MČR 1994 | OK Doksy, Doksy                         | Rudolf Ropek       | Libor Zřídkaveselý | Petr Bořánek      | Mária Honzová     | Marcela Kubatková | Olga Jirsová       |
| MČR 1995 | Slavia Kroměříž, Žopy                   | Tomáš Prokeš       | Rudolf Ropek       | Martin Sadílek    | Marcela Kubatková | Jana Cieslarová   | Iveta Liberdová    |
| MČR 1996 | Ekonom Praha, Seletice                  | Rudolf Ropek       | Martin Sadílek     | Zdeněk Zikmund    | Jana Cieslarová   | Iveta Liberdová   | Šárka Valášková    |
| MČR 1997 | Slavia Hradec Kárlové, Běleč nad Orlicí | Martin Sadílek     | Richard Pleticha   | Luboš Matějů      | Mária Honzová     | Iveta Navrátilová | Iva Knapová        |
| MČR 1998 | Kotlářka Praha, Vojetín                 | Rudolf Ropek       | Michal Jedlička    | Václav Zakouřil   | Jana Cieslarová   | Iveta Navrátilová | Mária Honzová      |
| MČR 1999 | Chrast, Svratouch                       | Michal Jedlička    | Libor Zřídkaveselý | Radek Novotný     | Jana Cieslarová   | Jana Kuncová      | Petra Novotná      |
| MČR 2000 | Tesla Brno, Brumov                      | Rudolf Ropek       | Libor Zřídkaveselý | Marek Prášil      | Kateřina Mikšová  | Zdenka Stará      | Marta Štěrbová     |
| MČR 2001 | OK Jihlava, Antonínův Důl               | Libor Zřídkaveselý | Richard Pleticha   | Michal Černý      | Zdenka Stará      | Barbora Chudíková | Monika Topinková   |
| MČR 2002 | Tatran Jablonec n. N., Bedřichov        | Radovan Čech       | Pavel Hanák        | Jan Mrázek        | Mária Kovaříková  | Zdenka Stará      | Petra Novotná      |
| MČR 2003 | SK Zlín, Bzenec                         | Petr Losman        | Michal Smola       | Jaromír Švihovský | Marta Štěrbová    | Dana Brožková     | Zdenka Stará       |
| MČR 2004 | Konice, Benešov                         | Libor Zřídkaveselý | Vladimír Lučan     | Petr Losman       | Marta Štěrbová    | Zuzana Stehnová   | Martina Dočkalová  |
| MČR 2005 | MZLU Brno, Brno-Bystrc                  | Michal Horáček     | Nick Barrable      | David Hepner      | Zdenka Stará      | Marta Štěrbová    | Michaela Omová     |
| MČR 2006 |                                         |                    |                    |                   |                   |                   |                    |
| MČR 2007 | FS Praha, Jelence                       | Michal Smola       | Osvald Kozák       | Jan Šedivý        | Zdenka Stará      | Lucie Krafková    | Monika Topinková   |
| MČR 2008 | Žabovřesky Brno, Jedovnice              | Petr Losman        | Vladimír Lučan     | Osvald Kozák      | Dana Brožková     | Radka Brožková    | Jana Panchártková  |
| MČR 2009 | Chrast, Svratka                         | Osvald Kozák       | Petr Losman        | Zdeněk Rajnošek   | Iveta Duchová     | Zdenka Kozáková   | Jana Panchártková  |
| MČR 2010 | VS Praha, Mníšek pod Brdy               | Petr Losman        | Osvald Kozák       | Daniel Hájek      | Martina Dočkalová | Šárka Svobodná    | Eva Kabáthová      |

## Medailové pořadí závodníků na MČR na dlouhé trati
Pořadí závodníků podle získaných medailí (tzv. olympijského hodnocení) v hlavní mužské a ženské kategorii (H21 a D21) na Mistrovství ČR na klasické trati od roku 1993 do 2010, kdy tento typ mistrovství skončil.
| Medailové pořadí závodníků na MČR v hlavních kategoriích | Medailové pořadí závodníků na MČR v hlavních kategoriích | Medailové pořadí závodníků na MČR v hlavních kategoriích | Medailové pořadí závodníků na MČR v hlavních kategoriích | Medailové pořadí závodníků na MČR v hlavních kategoriích |
| Jméno                                                    | 1. místo                                                 | 2. místo                                                 | 3. místo                                                 | Celkem                                                   |
| -------------------------------------------------------- | -------------------------------------------------------- | -------------------------------------------------------- | -------------------------------------------------------- | -------------------------------------------------------- |
| Rudolf Ropek                                             | 4                                                        | 1                                                        |                                                          | 5                                                        |
| Jana Bruková-Cieslarová                                  | 4                                                        | 1                                                        |                                                          | 5                                                        |
| Petr Losman                                              | 3                                                        | 1                                                        | 1                                                        | 5                                                        |
| Mária Kovaříková-Honzová                                 | 3                                                        |                                                          | 1                                                        | 4                                                        |
| Zdenka Kozáková-Stará                                    | 2                                                        | 3                                                        | 1                                                        | 6                                                        |
| Libor Zřídkaveselý                                       | 2                                                        | 3                                                        |                                                          | 5                                                        |
| Marta Lučanová-Štěrbová                                  | 2                                                        | 1                                                        | 1                                                        | 4                                                        |
| Osvald Kozák                                             | 1                                                        | 2                                                        | 1                                                        | 4                                                        |
| Marcela Kilarská-Kubatková                               | 1                                                        | 2                                                        |                                                          | 3                                                        |
| Martin Sadílek                                           | 1                                                        | 1                                                        | 2                                                        | 4                                                        |
| Michal Jedlička                                          | 1                                                        | 1                                                        |                                                          | 2                                                        |
| Dana Šafka Brožková                                      | 1                                                        | 1                                                        |                                                          | 2                                                        |
| Michal Smola                                             | 1                                                        | 1                                                        |                                                          | 2                                                        |
| Martina Zvěřinová-Dočkalová                              | 1                                                        |                                                          | 1                                                        | 2                                                        |
| Kateřina Mikšová                                         | 1                                                        |                                                          |                                                          | 1                                                        |
| Iveta Šístková-Duchová                                   | 1                                                        |                                                          |                                                          | 1                                                        |
| Michal Horáček                                           | 1                                                        |                                                          |                                                          | 1                                                        |
| Tomáš Prokeš                                             | 1                                                        |                                                          |                                                          | 1                                                        |
| Radovan Čech                                             | 1                                                        |                                                          |                                                          | 1                                                        |
| Iveta Navrátilová-Liberdová                              |                                                          | 3                                                        | 1                                                        | 4                                                        |
| Vladimír Lučan                                           |                                                          | 2                                                        |                                                          | 2                                                        |
| Zdeněk Zuzánek                                           |                                                          | 1                                                        |                                                          | 1                                                        |
| Jana Kuncová                                             |                                                          | 1                                                        |                                                          | 1                                                        |
| Lucie Krafková                                           |                                                          | 1                                                        |                                                          | 1                                                        |
| Šárka Svobodná                                           |                                                          | 1                                                        |                                                          | 1                                                        |
| Richard Pleticha                                         |                                                          | 1                                                        |                                                          | 1                                                        |
| Zuzana Jedličková-Stehnová                               |                                                          | 1                                                        |                                                          | 1                                                        |
| Pavel Hanák                                              |                                                          | 1                                                        |                                                          | 1                                                        |
| Nick Barrable                                            |                                                          | 1                                                        |                                                          | 1                                                        |
| Radka Brožková                                           |                                                          | 1                                                        |                                                          | 1                                                        |
| Jana Panchártková                                        |                                                          |                                                          | 2                                                        | 2                                                        |
| Petra Novotná-Wágnerová                                  |                                                          |                                                          | 2                                                        | 2                                                        |
| Daniel Hájek                                             |                                                          |                                                          | 1                                                        | 1                                                        |
| David Hepner                                             |                                                          |                                                          | 1                                                        | 1                                                        |
| Eva Kabáthová                                            |                                                          |                                                          | 1                                                        | 1                                                        |
| Iva Knapová-Kalibánová                                   |                                                          |                                                          | 1                                                        | 1                                                        |
| Jan Mrázek                                               |                                                          |                                                          | 1                                                        | 1                                                        |
| Jan Šedivý                                               |                                                          |                                                          | 1                                                        | 1                                                        |
| Zdeněk Zikmund                                           |                                                          |                                                          | 1                                                        | 1                                                        |
| Olga Lepšíková-Jirsová                                   |                                                          |                                                          | 1                                                        | 1                                                        |
| Luboš Matějů                                             |                                                          |                                                          | 1                                                        | 1                                                        |
| Zdeněk Rajnošek                                          |                                                          |                                                          | 1                                                        | 1                                                        |
| Kristýna Bořánková-Šimůnková                             |                                                          |                                                          | 1                                                        | 1                                                        |
| Michaela Omová                                           |                                                          |                                                          | 1                                                        | 1                                                        |
| Petr Bořánek                                             |                                                          |                                                          | 1                                                        | 1                                                        |
| Václav Zakouřil                                          |                                                          |                                                          | 1                                                        | 1                                                        |
| Marek Prášil                                             |                                                          |                                                          | 1                                                        | 1                                                        |
| Monika Rollier-Topinková                                 |                                                          |                                                          | 1                                                        | 1                                                        |
| Šárka Valášková-Burýšková                                |                                                          |                                                          | 1                                                        | 1                                                        |
| Radek Novotný                                            |                                                          |                                                          | 1                                                        | 1                                                        |
| Jaromír Švihovský                                        |                                                          |                                                          | 1                                                        | 1                                                        |